# Мінерал-Спрінгс (Північна Кароліна)
Мінерал-Спрінгс (англ. Mineral Springs) — місто (англ. town) в США, в окрузі Юніон штату Північна Кароліна. Населення — 3159 осіб (2020).

## Географія
Мінерал-Спрінгс розташований за координатами 34°56′28″ пн. ш. 80°41′11″ зх. д. / 34.94111° пн. ш. 80.68639° зх. д. (34.941221, -80.686396).  За даними Бюро перепису населення США в 2010 році місто мало площу 21,26 км², з яких 21,07 км² — суходіл та 0,19 км² — водойми.

## Демографія
Згідно з переписом 2010 року, у місті мешкало 2639 осіб у 950 домогосподарствах у складі 739 родин. Густота населення становила 124 особи/км².  Було 1028 помешкань (48/км²).
Расовий склад населення:
| - 81,9 % — білих - 13,9 % — чорних або афроамериканців - 0,5 % — корінних американців - 0,5 % — азіатів - 1,6 % — осіб інших рас |

До двох чи більше рас належало 1,6 %. Частка іспаномовних становила 4,6 % від усіх жителів.
За віковим діапазоном населення розподілялося таким чином: 24,9 % — особи молодші 18 років, 63,8 % — особи у віці 18—64 років, 11,3 % — особи у віці 65 років та старші. Медіана віку мешканця становила 41,7 року. На 100 осіб жіночої статі у місті припадало 98,0 чоловіків;  на 100 жінок у віці від 18 років та старших — 96,1 чоловіків також старших 18 років.
Середній дохід на одне домашнє господарство  становив 71 032 долари США (медіана — 55 219), а середній дохід на одну сім'ю — 78 629 доларів (медіана — 62 386). Медіана доходів становила 40 459 доларів для чоловіків та 35 848 доларів для жінок. За межею бідності перебувало 17,1 % осіб, у тому числі 31,0 % дітей у віці до 18 років та 6,5 % осіб у віці 65 років та старших.
Цивільне працевлаштоване населення становило 1411 осіб. Основні галузі зайнятості: освіта, охорона здоров'я та соціальна допомога — 24,2 %, роздрібна торгівля — 17,7 %, будівництво — 12,5 %, виробництво — 10,9 %.